# Bernd Barleben
Bernd Barleben (n. 1 ianuarie 1940, Berlin, Germania Nazistă) este un ciclist de performanță ce a reprezentat Germania, medaliat olimpic. A participat la o ediție a Jocurilor Olimpice (1960) în care a câștigat o medalie de argint.

## Participări
Lista de mai jos prezintă principalele competiții la care a participat Bernd Barleben de-a lungul carierei.
- Ciclismo ai Giochi della XVII Olimpiade - Inseguimento a squadre[*]